# Pintor Q
El Pintor Q fue un pintor de cerámica ática de figuras rojas, que trabajó junto con el Pintor de Diomedes en el taller del Pintor de Jena alrededor del 400 a. C.
Se han conservado más de 70 vaoss o vasos fragmentados del pintor Q, que principalmente pintó escifos de bandas. Sus dibujos son menos cuidadosos y vívidos que los del Pintor de Jena. La mayoría de los motivos de sus pinturas provienen del tema de Dioniso.

## Obras (selección)
- Reading, Museo de Arqueología Griega de Ure  (enlace roto disponible en Internet Archive; véase el historial, la primera versión y la última).
- Viena, Museo de Historia del Arte  IV 96